# Henrik Dettmann
Henrik Dettmann (* 5. April 1958 in Helsinki) ist ein finnischer Basketballtrainer, der von 1997 bis 2003 die deutsche Herrennationalmannschaft betreute. Von 2004 bis 2022 war für die finnische Nationalmannschaft verantwortlich, die er bereits von 1992 bis 1997 trainiert hatte.

## Karriere
Dettmann wirkte bereits ab 1973 als Trainer bei Helsingin NMKY (deutsch Christlicher Verein Junger Menschen Helsinkis). Bis 1986 war er Junioren- oder Co-Trainer des Vereines, anschließend bis 1992 als Cheftrainer der Mannschaft verantwortlich. 1987, 1989 und 1992 wurde er finnischer Meister und in dieser Zeit zwei Mal als „Trainer des Jahres“ (1987, 1992) in Finnland ausgezeichnet. Gleichzeitig betreute Dettmann seit 1981 verschiedene finnische Jugendnationalmannschaften. Von 1992 bis 1997 war er Cheftrainer der A-Nationalmannschaft und führte sie 1995 zu ihrer ersten Europameisterschaftsteilnahme seit 1977.
Am 1. September 1997 übernahm er für viele überraschend das Amt des deutschen Bundestrainers. Die Frankfurter Allgemeine Zeitung stufte den Finnen deutscher Abstammung als „preiswerte Lösung“ ein. Mit der Mannschaft, aus der Dirk Nowitzki herausragte und zu der mit Ademola Okulaja und Patrick Femerling Spieler gehörten, die bei europäischen Spitzenvereinen unter Vertrag standen, erreichte Dettmann in den Folgejahren den Halbfinaleinzug bei der Europameisterschaft 2001 und die Bronzemedaille bei der Weltmeisterschaft 2002, der ihr bislang bestes Abschneiden bei Weltmeisterschaften darstellt. Dettmann wurde 2002 als „Trainer des Jahres“ in Deutschland sowie (Sportarten übergreifend) in Finnland ausgezeichnet. Während seiner Amtszeit als deutscher Bundestrainer übernahm Dettmann im Januar 2001 vorübergehend zusätzlich das Amt des Cheftrainers beim Bundesligisten Braunschweig, der wirtschaftlich in Nöte geraten war. Der Deutsche Basketball Bund stellte den Niedersachsen daraufhin Dettmann als Trainer zur Verfügung, ehe im Februar 2001 Ken Scalabroni neuer Braunschweiger Trainer wurde.
Nach dem enttäuschenden Abschneiden bei der Europameisterschaft 2003 und der damit verpassten Qualifikation für die Olympischen Spiele wurde Dettmanns am 31. Oktober auslaufender Vertrag vom DBB nicht verlängert. Bereits kurz zuvor hatte er beim Mitteldeutschen BC unterschrieben. Sein Co-Trainer beim MBC wurde Olaf Lange. An die mit Wendell Alexis und Stephen Arigbabu namhaft verstärkte Mannschaft wurden in der Medienöffentlichkeit hohe Erwartungen gestellt, während Dettmann als Ziel ausgab, beim MBC Spieler und eine Spielkultur zu entwickeln sowie den Abstand zu den führenden Bundesligisten zu verringern. Dettmann führte den MBC 2004 zum Gewinn des europäischen Vereinswettbewerbs FIBA EuroCup Challenge. Im März 2004 meldete der MBC Insolvenz an. Die Mannschaft musste nach der Saison 2003/04 zwangsabsteigen, Dettmann verließ den MBC im Sommer 2004. 2004 wurde er wieder finnischer Nationaltrainer.
Mitte Dezember 2004 wurde er neben seiner Aufgabe für die finnische Nationalmannschaft in zweiter Amtszeit Trainer in Braunschweig, wo Dettmann bis Anfang 2006 tätig war. Im Januar 2006 wurde er von den in Abstiegsgefahr geratenen Niedersachsen entlassen. Im Januar 2010 übernahm er kurzzeitig bis Saisonende die sportliche Leitung des französischen Vereins Jeanne d’Arc aus Dijon, den er aber auch nicht vor dem Abstieg aus der ersten französischen Liga LNB Pro A bewahren konnte. Mit der finnischen Nationalmannschaft nahm Dettmann an den Europameisterschaften 2011, 2013, 2015 und 2017 sowie an der Weltmeisterschaft 2014 teil. Zwischen Februar und Oktober 2015 wirkte er als Cheftrainer des türkischen Vereins Beşiktaş Integral Forex.
Zur Saison 2016/17 wurde Dettmann vom französischen Erstligisten Straßburg IG als Cheftrainer eingestellt, aber bereits am 27. Oktober 2016 beurlaubt. Unter der Leitung Dettmanns hatte SIG in der LNB Pro A vier von fünf Spielen verloren und stand auf dem vorletzten Platz. In der FIBA Champions League betreute der Finne die Mannschaft in zwei Partien, beide endeten in Niederlagen. Im November 2021 gab der finnische Basketballverband das Ende von Dettmanns seit 2004 andauernder Amtszeit als Nationaltrainer im Sommer 2022 bekannt. Als Nachfolger wurde Lassi Tuovi bestimmt, der unter Dettmann als Co-Trainer der finnischen Auswahl gearbeitet hatte.

## Sonstiges
Dettmann ist mit der ehemaligen tschechischen Basketballnationalspielerin und Bundesligaspielerin Mirka Dettmann (geb. Jarchovská) verheiratet.